# Charles Blackman
Pour les articles homonymes, voir Blackman.
Charles Raymond Blackman, né le 12 août 1928 à Sydney et mort le 20 août 2018 dans la même ville, est un peintre australien.

## Biographie
Charles Blackman naît le 12 août 1928 à Sydney.
Il commence sa carrière comme dessinateur pour un journal de Sydney, après avoir étudié le dessin au Sydney Technical College. Il commence ensuite à peindre et s'installe à Melbourne en 1950. Il peint dans un style à mi-chemin entre le naïf et l'hyperréalisme.
Charles Blackman meurt à Sydney, à l'âge de 90 ans.